# Branko Karabatić
Pour les articles homonymes, voir Karabatic.
Branko Karabatić (prononcé [bran.ko ka.ra.ba.tit͡ɕ]), né le 3 août 1955 à Trogir et mort le 11 mai 2011 à Castelnau-le-Lez, est un joueur et entraîneur de handball croate. Il est le père des joueurs français de handball Nikola et Luka Karabatic.

## Biographie
Évoluant au poste de gardien de but, il joue notamment pour le RK Železničar Niš avec lequel il atteint la finale de la Coupe des vainqueurs de coupe en 1978 et remporte la Coupe de Yougoslavie en 1982.  Il a également été sélectionné en équipe nationale de Yougoslavie à 42 reprises mais n'a pas participé aux Jeux olympiques de 1980 à Moscou. 
En 1984, quelques mois après la naissance de son fils Nikola, il rejoint la France et le club de l'ASL Robertsau en Alsace en tant qu'entraîneur-joueur. Il contribue ainsi au titre de Championnat de France de Nationale II (D3) remporté en 1985, synonyme d'accession en Nationale 1B (actuelle D2). Le club flirte avec l'accession en Nationale 1A (D1) mais ne parvient pas à atteindre l'élite. Son épouse Lala achevant ses études en Yougoslavie, il vit alors seul à Strasbourg avant de retrouver sa femme et Nikola. Et c'est à Strasbourg que naît Luka en 1988. Après un passage à Colmar, la famille prend en 1992 la direction de la Méditerranée et de Frontignan.
En 2009, c'est avec une grande émotion que Nikola et l'équipe de France participe et remporte le championnat du monde qui a lieu en Croatie. Puis, à l'été 2009, le retour de Nikola à Montpellier, où Branko est entraîneur des gardiens de buts et Luka joueur permet à la famille de se retrouver.
Il décède le 11 mai 2011 à l'âge de 55 ans des suites d'un cancer. Il est inhumé au cimetière du champ Juvénal de Castelnau-le-Lez. En son honneur, la salle de sport de l'ASL Robertsau est nommée Branko Karabatic en août 2011.